# Kostel svaté Kunhuty (Stanětice)
Kostel svaté Kunhuty stojí na mírném svahu přímo na křížení cest uprostřed vsi Stanětice, jež byly až do šestnáctého století sídlem farnosti spravující i okolní vsi. Od jihu je prostor kostela sv. Kunhuty vymezen ohradní zdí. Kostel je přístupný ze všech stran od doby, kdy byla v roce 2012 zbourána patrová budova bývalé vesnické školy, která s kostelem od severu sousedila. Dodnes je patrný zbytek spojovací zdi obou objektů.

## Stavební fáze

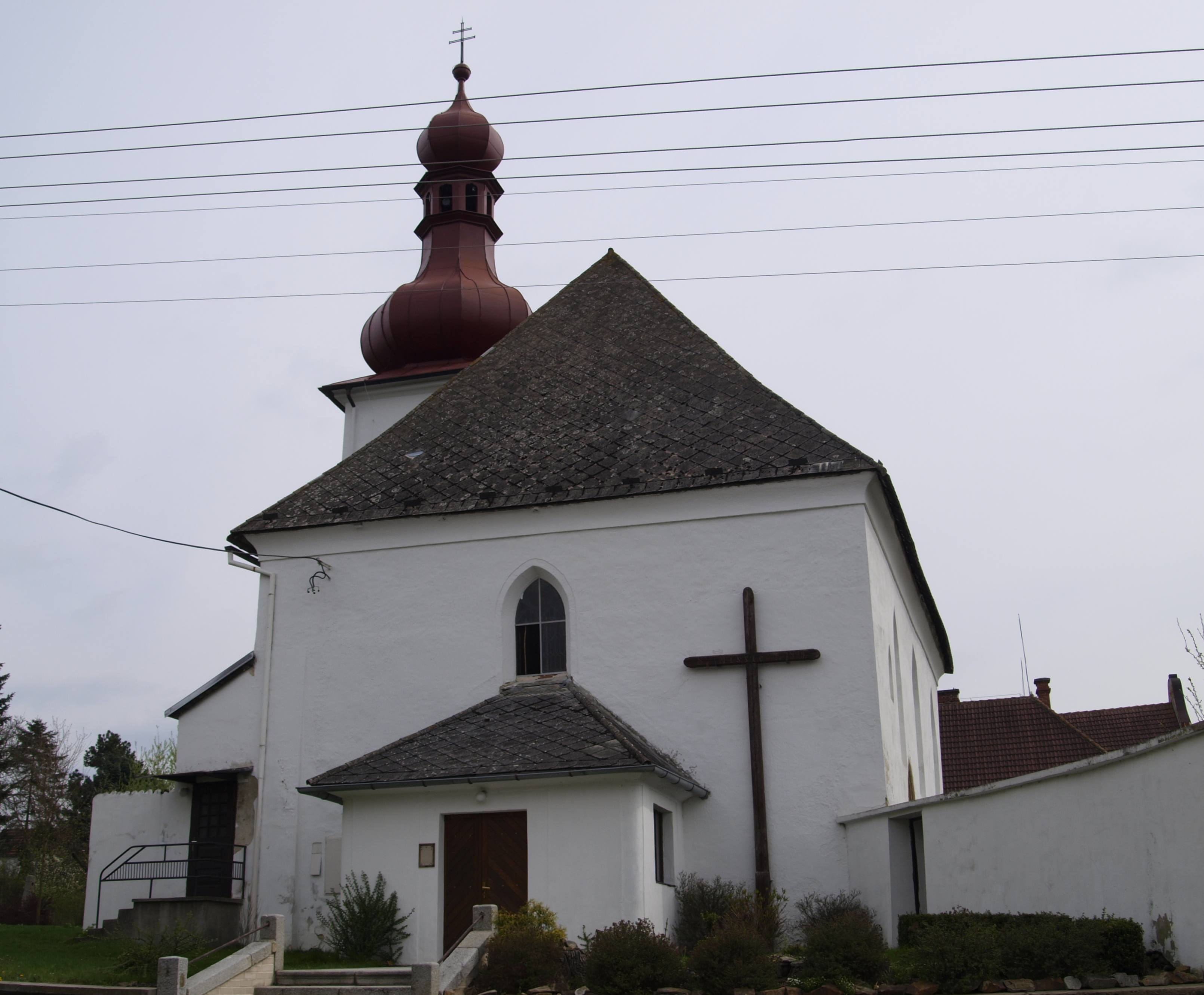
Pohled na kostel zepředu

Kostel byl postaven kolem poloviny 14. století jako vrcholně gotická stavba. O něco později následovala stavba věže. Ta byla v druhé polovině 15. století opravována. V druhé půli 17. století a opět v roce 1787 došlo k barokním stavebním úpravám kostela. Ty se nejvýrazněji projevily na nejvyšším patře a zastřešení kostelní věže a dále ve zbudování kruchty. Ještě později byl kostel doplněn přístavky při západní straně a bylo také stavebně zasahováno do sakristie.

## Stavební podoba
Na obdélnou loď se západní předsíní navazuje zúžené kněžiště s trojbokým závěrem. Na rozmezí lodě a kněžiště je přisazena mohutná hranolová věž s barokní cibulovou bání s výrazně rudým nátěrem. Věž je s interiérem kostela spojena pouze přes sakristii, která k ní přisedá od východu. Dalším přístavkem je zastřešené vnější schodiště na kruchtu při severozápadním rohu. Na jižní straně lodi se dochovaly dvě původní okenní kružby, stejně jako u oken kněžiště.